# Slunečná
Slunečná (do roku 1949 Sonneberg, česky Sonneberk) je obec v okrese Česká Lípa v Libereckém kraji. Leží přibližně pět kilometrů jihozápadně od Nového Boru a devět kilometrů severně od města České Lípy na jihovýchodním svahu zalesněného hřbetu Českého středohoří (německy Sonnebergrücken).
Sousedí s katastrálním územím obcí: na východě Skalice u České Lípy, na jihu Horní Libchava, na jihozápadě Volfartice, na jihozápadě Volfartice - Nová Ves, na severozápadě Nový Oldřichov, na severu Kamenický Šenov a Prácheň. Slunečnou charakterizuje její okrajová poloha v nadmořské výšce 360–460 m n. m. Se sousedními obcemi a spádovými centry (Nový Bor, Kamenický Šenov, Česká Lípa) ji spojují obcí procházející silnice III. třídy.
V roce 1833 se Sonneberg (Slunečná) nacházel přibližně jednu hodinu od správy panství v Horní Libchavě a jeho součástí byla až do roku 1925 osada Emanuelsberg. V 87 staveních žilo tehdy 598 obyvatel. Obec byla rozdělena na Horní a Dolní Slunečnou (Ober- und Nieder- Sonnenberg). Období jejího rozmachu na přelomu 19. a 20. století je spojeno s Habsburskou monarchií, velkopřevorstvím Maltézského řádu, šlechtickým rodem Kouniců a dary zdejších rodáků, z nichž mohl být postaven kostel a nová budova školy. Zásluhou okrašlovacího spolku (Anpflanzungs- und Verschönerungsverein) se Slunečná etablovala již na zač. 20. století jako vyhledávané letovisko s klientelou přijíždějící až z Drážďan a Berlína, což umožnila její blízkost k železničním zastávkám v Kamenickém Šenově, Skalici a od roku 1903 také v Horní Libchavě. Turistický komfort zajišťovalo pět hostinců, letní byty v soukromí a pošta s telegrafem. Po vzniku Československa přibyli čeští turisté a rozmohly se i zimní sporty.
Po druhé světové válce bylo původní německé obyvatelstvo vysídleno a nahrazeno obyvateli z vnitrozemí. Komunistický puč pro obec v konečném důsledku znamenal degradování na chatovou a chalupářskou osadu, v níž žilo v roce 1991 jen 48 obyvatel. Mezi hlavní priority obce patří navýšení počtu trvale usedlého obyvatelstva, vylepšení technické infrastruktury a rozvíjení turistické atraktivity. Na území obce zasahuje nejen CHKO České středohoří, ale je dotčena i několika nadregionálními biokoridory a biocentry. Slunečná je členem Svazku obcí Novoborska, Sdružení Českolipsko a přeshraničního svazku Euroregion Nisa. Žije zde 151 obyvatel.

## Historie

### Nejstarší historie
První písemná zmínka o obci Sonneberg pochází z doby před třicetiletou válkou. Zmíněna je v kupních smlouvách panství Horní Libchava v letech 1611, 1615 a 1623. Svůj název obdržela podle své polohy na jižní a slunné straně horského hřbetu. Podle ústní tradice místních obyvatel se zde měl nacházet ovčín a pod ním na potoce mlýn, jehož základy byly ještě na začátku 20. století. viditelné. První obyvatelé se zabývali těžbou dřeva a výrobou dřevěného uhlí. Farní knihy skalické farnosti (založené r. 1670) zmiňují na Slunečné vlastního rychtáře (Richter), 5 chalupníků a 20 domkářů patřilo k faře do Skalice, zbytek k faře v Horní Libchavě.
Zvonice se v obci nenacházela a tradovalo se, že ji místní nepotřebují, jelikož slyší klekání ze Skalice („weil sie mit eigenen Ohren das Geläute von Langenau hören”). V roce 1833 spadalo 30 stavení se 170 obyvateli k panství Nový zámek (pobělohorský konfiskát získal Albrecht z Valdštejna, po něm sňatkem Kounicové), 57 stavení se 428 obyvateli k panství Horní Libchava (pobělohorský konfiskát získal Maltézský řád). Obě panství zde měla své lesní revíry s hájovnou (Horní Libchava čp. 88, Nový zámek čp. 86)

 Velký požár postihl Slunečnou v roce 1795, pak dalších 100 let žádný, ale o to více jich bylo v 19. století (11 stavení nebylo po požárech znovu vystavěno). Válečné hrůzy se Slunečné přímo nedotkly, jen v roce 1809 musel být na Volfartickém potoce (Wolfersbach) zřízen poplašný stožár (Allarmstange).

#### Emanuelsberg
V polovině 18. století nechal na svém panství velkopřevor Emanuel Václav Krakowský z Kolowrat zbudovat severně 3 km od Slunečné na severní straně Češky (Tscheschkenstein) podél Skalického potoka osadu nazvanou Emanuelsberg, která sousedila s obcí Prácheň (Parchen). Poprvé je písemně doložena se 4 staveními v roce 1787. V roce 1833 bylo v obci uváděno 61 obyvatel ve 12 staveních. V roce 1850 se Emanuelsberg stal součástí politické obce Slunečná, přifařen a přiškolen zůstával k Práchni. Před první světovou válkou měla obec 16 stavení se 103 obyvateli, z toho jich 99 uvádělo německý obcovací jazyk (český obcovací jazyk nebyl uveden). Poštovně příslušel ke Skalici. Po vzniku Československé republiky se v obci nacházelo 16 stavení, z toho čp. 8 patřilo k dominiu Horní Libchava. Po pozemkové reformě a odprodeji velkostatku Josefu Vranému připadl německý Emanuelsberg v roce 1925 k politické obci Prácheň-Šelty. Následným přílivem českých sklářů se zvýšil počet obyvatelstva v obci.

### Rakousko-Uhersko
Katastrální obec Slunečnou spravoval obecní výbor s 12 členy, k němuž patřily ještě dva virilní hlasy za panskou správu v Horní Libchavě a Novém zámku. Rozpočet obce tvořily před první světovou válkou z 54% poplatky obecní a z 5% poplatky školní. V majetku obce se nacházel lesní pozemek, dluhopisy v hodnotě 400 korun, dvě budovy a vodovod. Zadlužení obce činilo 35 113 korun a 43 haléřů. Ze zalesněného hřbetu Slunečné stékaly horské potoky, které napájely potok Rebenku: jeden pramenící pod Čachovem, druhý na místě zvaném „Boden”, protékal Dolní Slunečnou a Josefsdorfem, a třetí z místa „Stoßflöffel” napájel Horní Slunečnou. Vodovodem opatřila obec nejprve v roce 1903 školu, na podzim v roce 1909 započala s výstavbou obecního vodovodu. Vzhledem k tomu, že studny bývaly často v suchých obdobích bez vody, zřídila též vodní nádrž o velikosti 1 200 hektolitrů. Vodovod dokončila na jaře 1910. Slunečná spadala pod zdravotní obvod Skalice (Skalice, Lammel, Sommerdörfel a Josefsdorf, Schaiba, Sonneberg a Emanuelsberg).

#### Kostel, fara a hřbitov
Sklářský obchodník Johann Georg Jirschik z Bilbaa a místní rodák odkázal obci Slunečné ve své závěti z 2. října 1832 částku 100 000 piastrů na stavbu kostela, jež obec v letech 1846–1850 vybudovala. Na stavební práce přispěl částkou 800 zlatých též Wendelin Breitschneider, další zdejší rodák a později obchodník v Praze, který zakoupil i oltářní obraz Nanebevzetí Panny Marie od malíře A. Lhoty z Prahy, potřebné mešní nádoby a paramenta. Po výstavbě fary, umístěné při okresní silnici do Kamenického Šenova naproti kostelu Nanebevzetí Panny Marie, a zbudování vlastního hřbitova v roce 1880 obdržela Slunečná vlastní farnost s duchovní správou Maltézského řádu v Horní Libchavě. K farnosti patřilo také 7 domů z Josefsdorfu (nyní Svobodné Vsi, odloučené části Skalice).

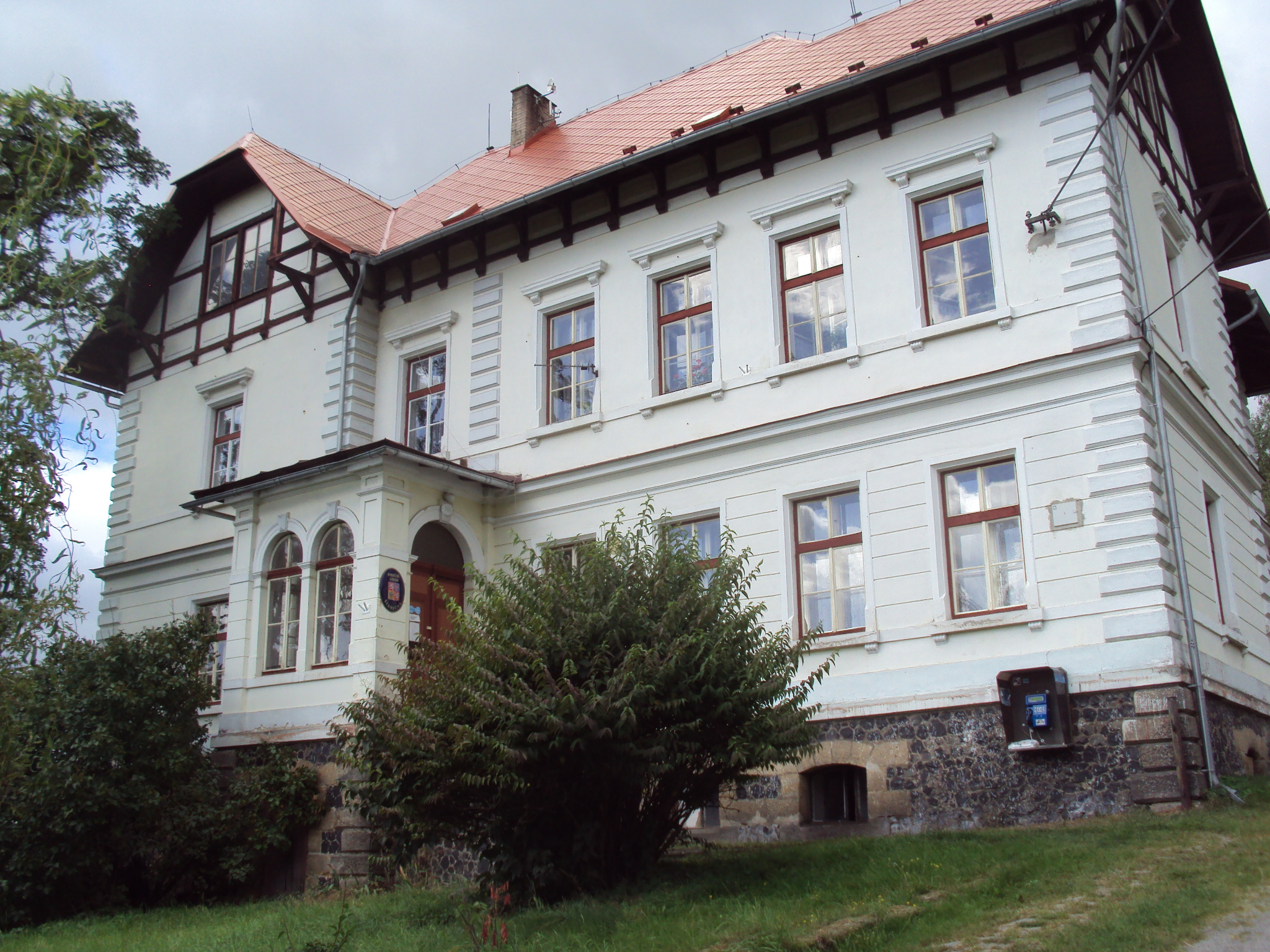
Bývalá školní budova z roku 1889, nyní Obecní úřad Slunečná

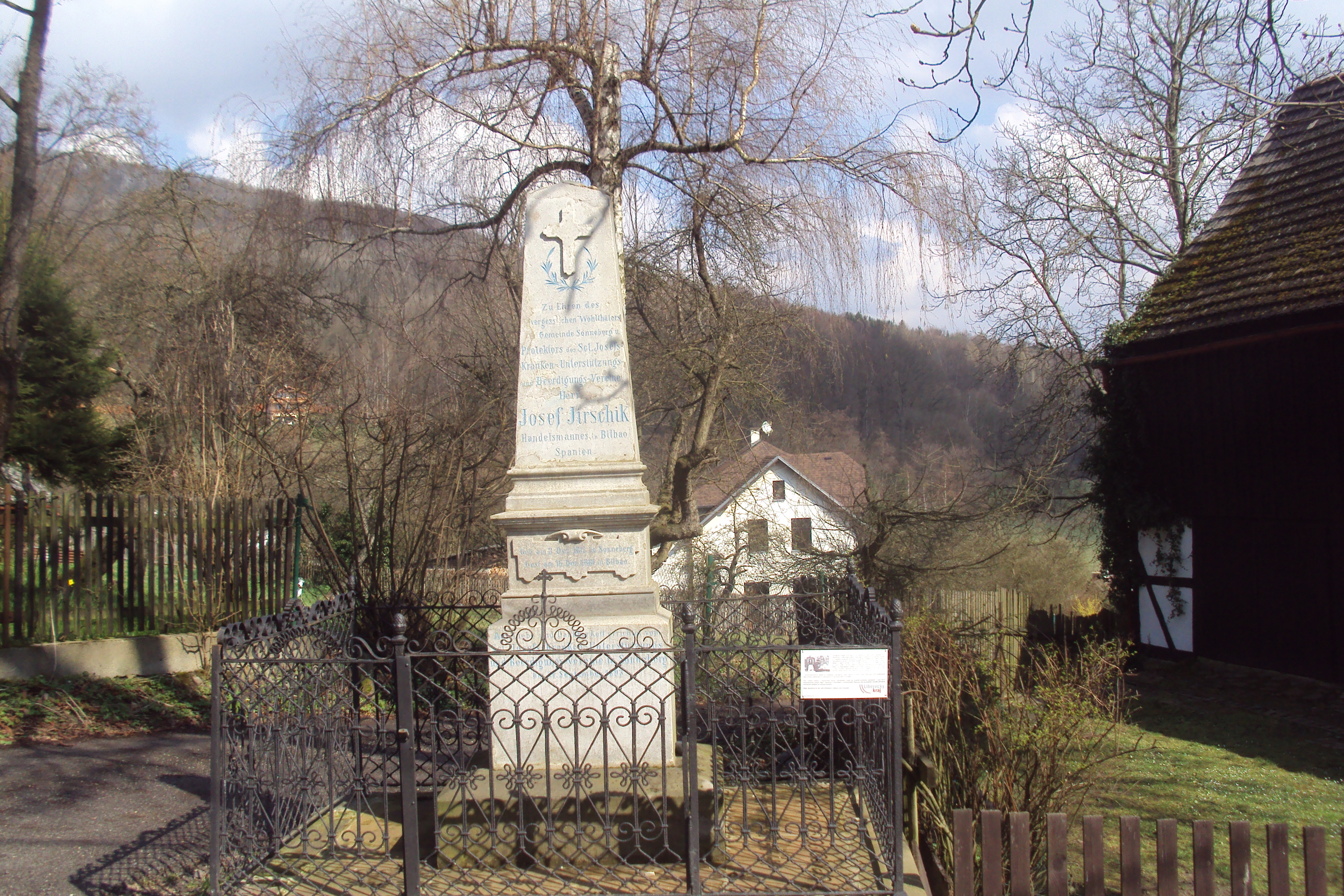
Pomník Josefu Jirschikovi

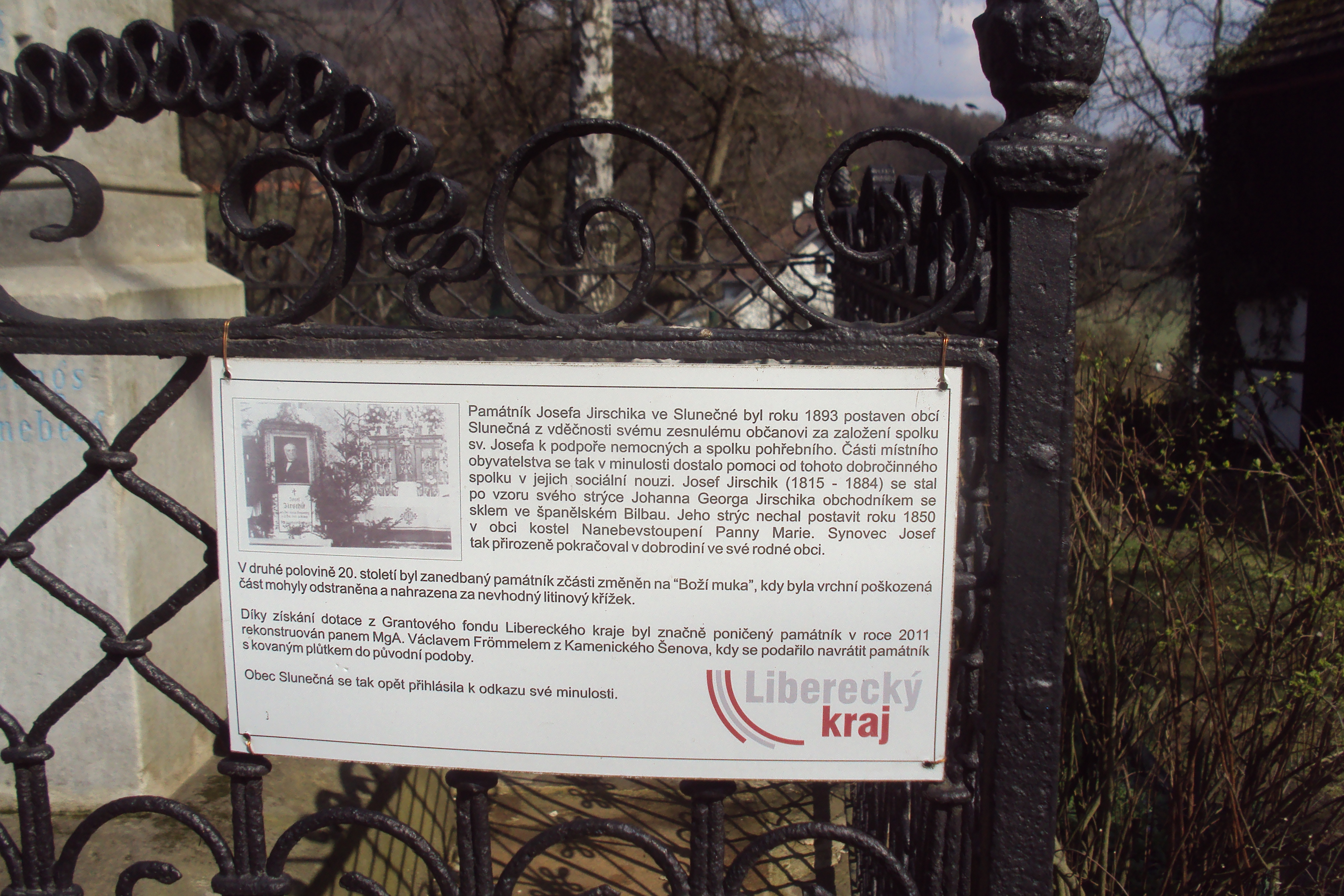
Informační tabulka k opravě pomníku z Grantového projektu Libereckého kraje

#### Škola
Škola je v obci doložena v roce 1833, roku 1864 v nově postavené budově čp. 94 („frühere Schulgebäude ward 1864 erbaut und dient jetzt als Siechenhaus”). V roce 1873 věnoval českolipský podpůrný spolek „Kreuzer Verein” školní knihovně 40 svazků. Za novou školní budovu vděčila Slunečná sklářskému obchodníku z Bilbaa Josefu Jirschikovi, synovci Johanna Georga Jirschika. Na základě dokumentu z 22. ledna 1886 byla vdova Doña Florentina de Uriguen y la Concha pověřena poslední vůlí svého zemřelého manžela Don José Jirschick y Gruner (Josef Jirschick aus Sonneberg) zřízením nové školy na Slunečné, k čemuž zesnulý odkázal částku 160 000 pesos. Duchovní a světští učitelé měli obdržet finanční příspěvek 100 až 200 korun ročně. Novou dvoutřídní školu (čp. 104) obec postavila v maurském stylu nedaleko staré školy uprostřed obce v roce 1889. Z obce Josefsdorf byla přiškolena stavení čp. 33 - 50, 52, 54. Pedagogický personál tvořil nadučitel (1900–1921 Josef Richter, po něm Emil Ullrich), učitel (Franz Seidl), učitelka pro ruční práce (Amalie Laufke, † 21. listopadu 1930), náboženství vyučoval duchovní Maltézského řádu. V meziválečné době fungovala škola už jen jako jednotřídní.
Sonneberg, farní ves v hejtm. Čes. Lípa, okr. Hajda (Bor), pš. Skalice u Hajdy; 104 d., 494 obyv. n. (1900); kostel Nanebevzetí P. Marie, 2tř. šk., broušení skla a dřevařství.
Ottův slovník naučný, 1905, s. 679

#### Starobinec
Původní školní budova čp. 94 sloužila nadále jako útočiště nemocným a potřebným (Siechenhaus), v nové republice pak jako chudobinec (Armenhaus). O špitální dům (starobinec) se staral podpůrný spolek „St. Josef” (Svatého Josefa). Spolek nechal také na místním hřbitově umístit pamětní desku Josefu Jirschikovi a u jeho rodného domu čp. 22 vztyčit žulový obelisk s nápisem:
Zu Ehren des unvergeßlichen Wohltäters der Gemeinde Sonneberg und Protektors des St. Josefs Krankenunterstützunngs- und Beerdigungsvereines Herrn Josef Jirschik, Handelsmannes in Bilbao in Spanien. Geboren am 3. Dezember 1815 in Sonneberg, gestorben am 16. Dezember 1884 in Bilbao. Aus Liebe und Dankbarkeit errichtet von St. Josefs- Krankenunterstützunngs- und Beerdigungsvereine in Sonneberg am 24. Septbr. 1893.

#### Sklářské dílny
Na začátku 20. století se sklářský průmysl v Kamenickém Šenově a v Boru nacházel v těžké krizi. To byl jeden z hlavních důvodů, proč Rudolf Hohlbaum, profesor na c. k. Odborné sklářské škole v Boru, Obchodní a živnostenská komora v Liberci (Reichenberger Handels- und Gewerbekammer) ve spolupráci s živnostenským oddělením c. k. ministerstva obchodu ve Vídni navrhli pro kuliče skla v domácích dílnách na Slunečné a okolí zřízení družstevních dílen.
Dne 28. dubna 1908 se konala schůze ke schválení stavebních plánů, které se účastnili: předseda Franz John, členové představenstva a dozorčí rady sklářského družstva „Werkgenossenschaft der Glaskugker in Sonneberg”, zástupci c. k. ministerstva obchodu - profesor Robert Apitsch a vrchní inspektor Ing. Heinrich Pösendeiner, zástupci Obchodní a živnostenské komory v Liberci - zástupce tajemníka (Sekretär-Stellvertreter) Karl Kostka a za Ústav na podporu živností při Obchodní a živnostenské komoře v Liberci Ing. Ludwig Loos, a nakonec za Svaz sklářů v Boru (Fachverband der Glasarbeiter) profesor Rudolf Hohlbaum.
Pozemek pro výstavbu sklářských dílen naproti nové školní budově poskytla obec zdarma. Stavební plány vypracoval Ing. Ludwig Loos a stavba byla svěřena staviteli Richterovi z Kamenického Šenova, který měl za sebou v Kamenickém Šenově úspěšnou stavbu sklářské továrny pro firmu Palme v roce 1905. Stavbu sklářské družstvo financovalo z poskytnuté půjčky od Zemského jubilejního fondu císaře a krále Františka Josefa I. na podporu malých živnostníků v Praze a z půjčky poskytnuté Jubilejním kreditním fondem Obchodní a živnostenské komory v Liberci. Na zařízení přispěla po intervenci Obchodní a živnostenské komory v Liberci Zemská politická správa v Praze částkou 2000 korun.
Ve stavení sklářského družstva čp. 105 byly dílny pro učně -kuliče. Stavební plány počítaly také s případným rozšířením formou přístavby. . Provoz sklářských dílen na Slunečné byl zahájen v roce 1909,  nacházely se zde dílny pro 28-30 kuličů, speciální prostory pro leštění skla, pro výbušné materiály a sklad pro hotové výrobky.  Za využívání dílen platili skláři menší nájem, ale jinak zůstávali nadále samostatnými obchodními partnery zdejších sklářských rafinerií. Stroje poháněl benzínový motor, zapůjčený za poplatek c. k. obchodním ministerstvem, což provoz prodražovalo a družstvo počítalo s vlastním motorem na naftu.

#### Poštovní úřad
C. k. poštovní úřad s telegrafem byl na Slunečné otevřen 16. září 1909 a obsluhoval Slunečnou a Emanuelsberg. Poštovní expedientkou byla jmenována Luise Peisler, dcera zemřelého poštmistra ve Skalici, která zajišťovala spojení s poštovním úřadem ve Skalici pěší pochůzkou (Fussbotendienst) dvakrát denně: ze Skalice do Slunečné (dopoledne v 8.15 hod. a odpoledne v 15.00 hod.), ze Slunečné do Skalice (dopoledne v 11.00 hod. a odpoledne v 15.40 hod.) V roce 1910 si obec obdržela od okresního výboru v Boru subvenci 400 korun na zřízení telefonní hovorny. V roce 1914 vedla poštovní úřad Luise Rzehak a poštu roznášel Pietsche Wilhelm.Poštovní úřad byl zrušen 31.8.1923, kdy doručovací obvod převzal poštovní úřad ve Skalici u České Lípy.

#### Turistika
Prvními vlastivědnými a turistickými průkopníky, kteří objevovali krásy českolipského okolí, se stali členové a podporovatelé spolku Nordböhmischer Exkursions-Club (Severočeského exkurzního klubu). Spolek vydal vlastním nákladem spoustu turistických průvodců jako například: r. 1889 Wanderungen im nordlichen Böhmen (Turistika v severních Čechách), rok 1891 Nordbböhmischer Touristenführer (Severočeský turistický průvodce), rok 1896 Nordbömisches Sommerfrischenbuch (Kniha severočeských letovisek) a v roce 1900 Leipaer Touristen-Führer (Lipský turistický průvodce). Jeho zásluhou byla oblast Slunečné (tzv. „Sonneberg Partie”) napojena značenou dvanáct kilometrů trasou na českolipský turistický okruh (Žlutá tečka: Česká Lípa - Sonneberg - Kam. Šenov).

##### První turistická trasa

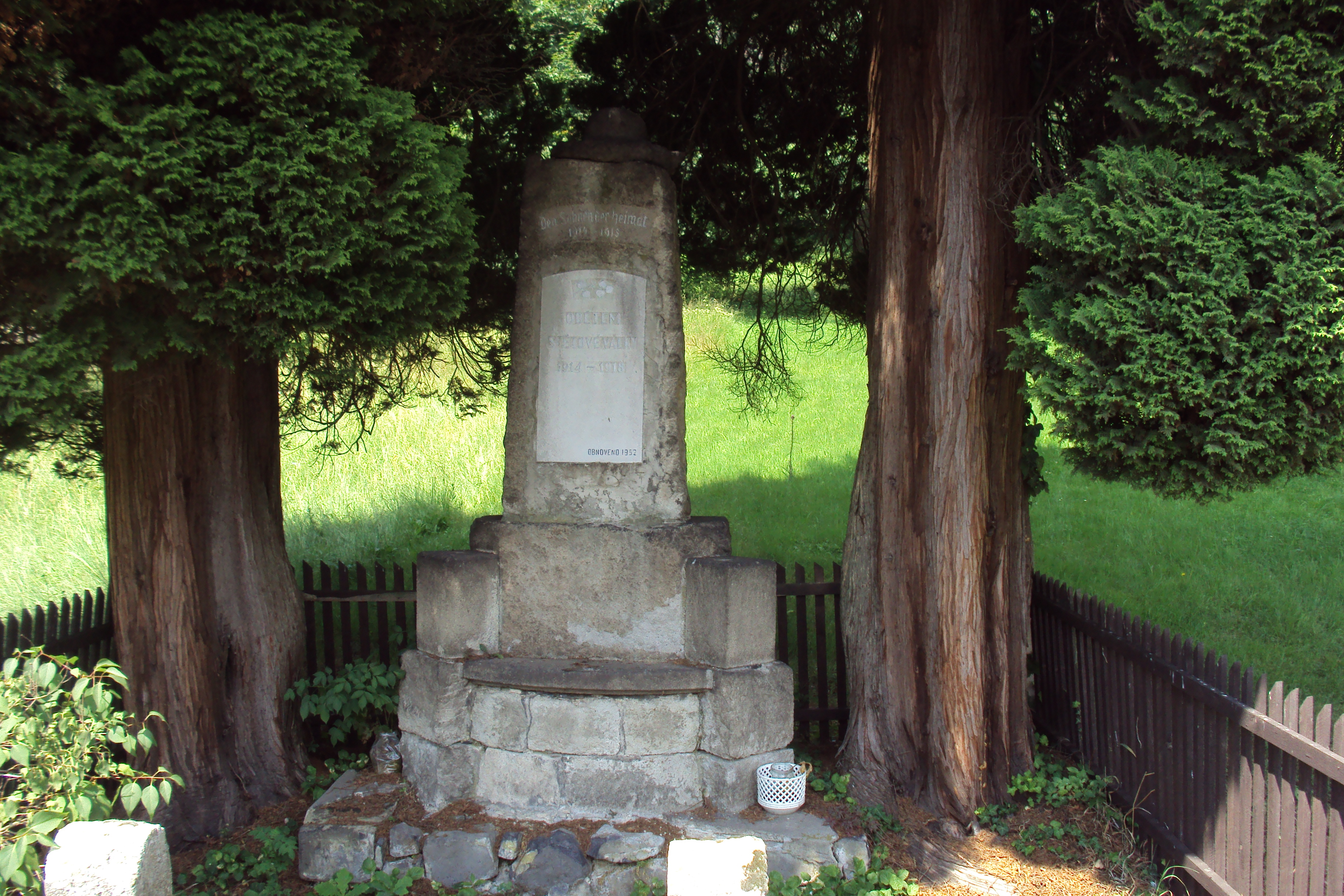
Pomník obětem 1.světové války vybudovaný místním spolkem c. k. vojenských vysloužilců

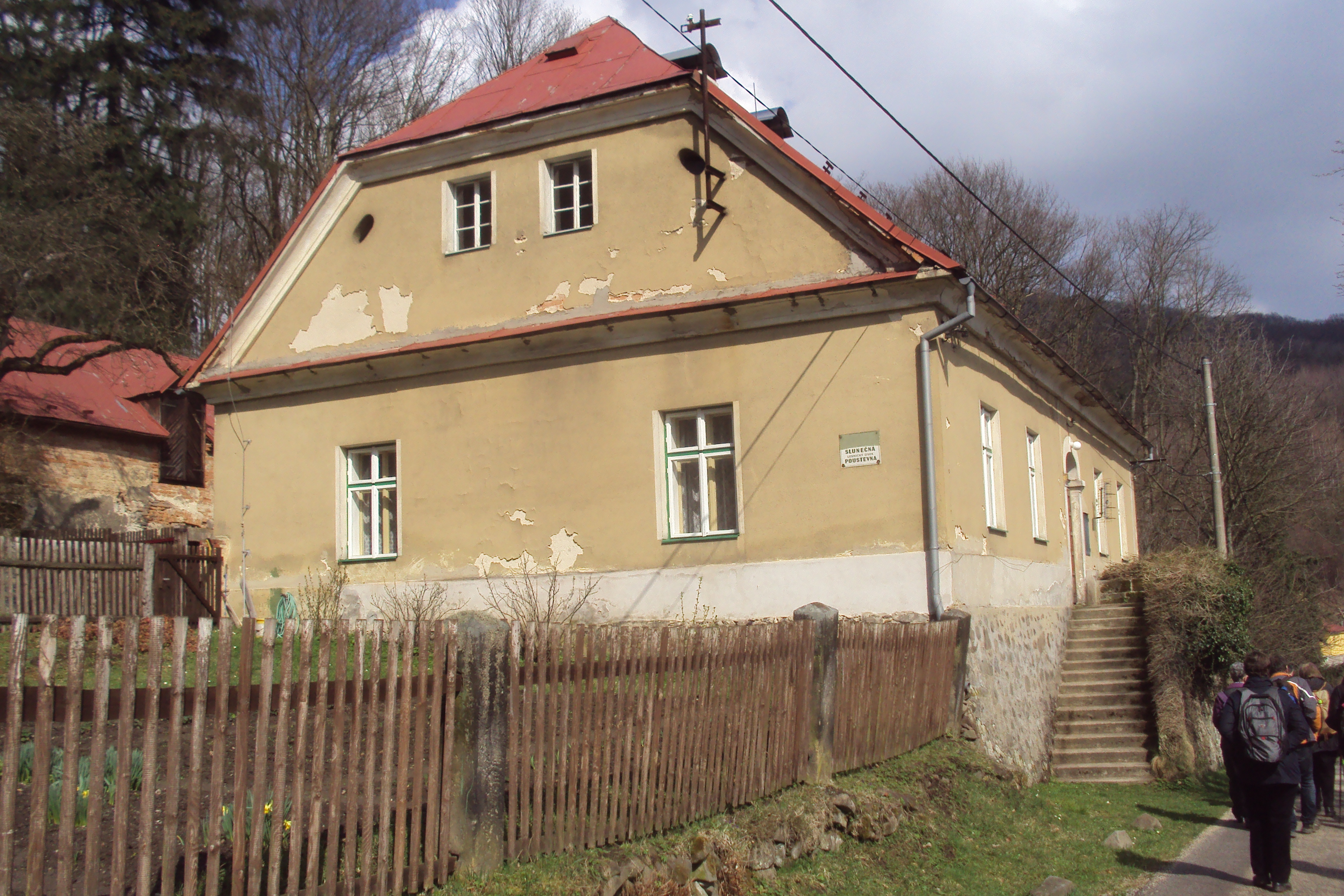
Slunečná čp. 88 - bývalá hájovna revíru Slunečná na panství Horní Libchava

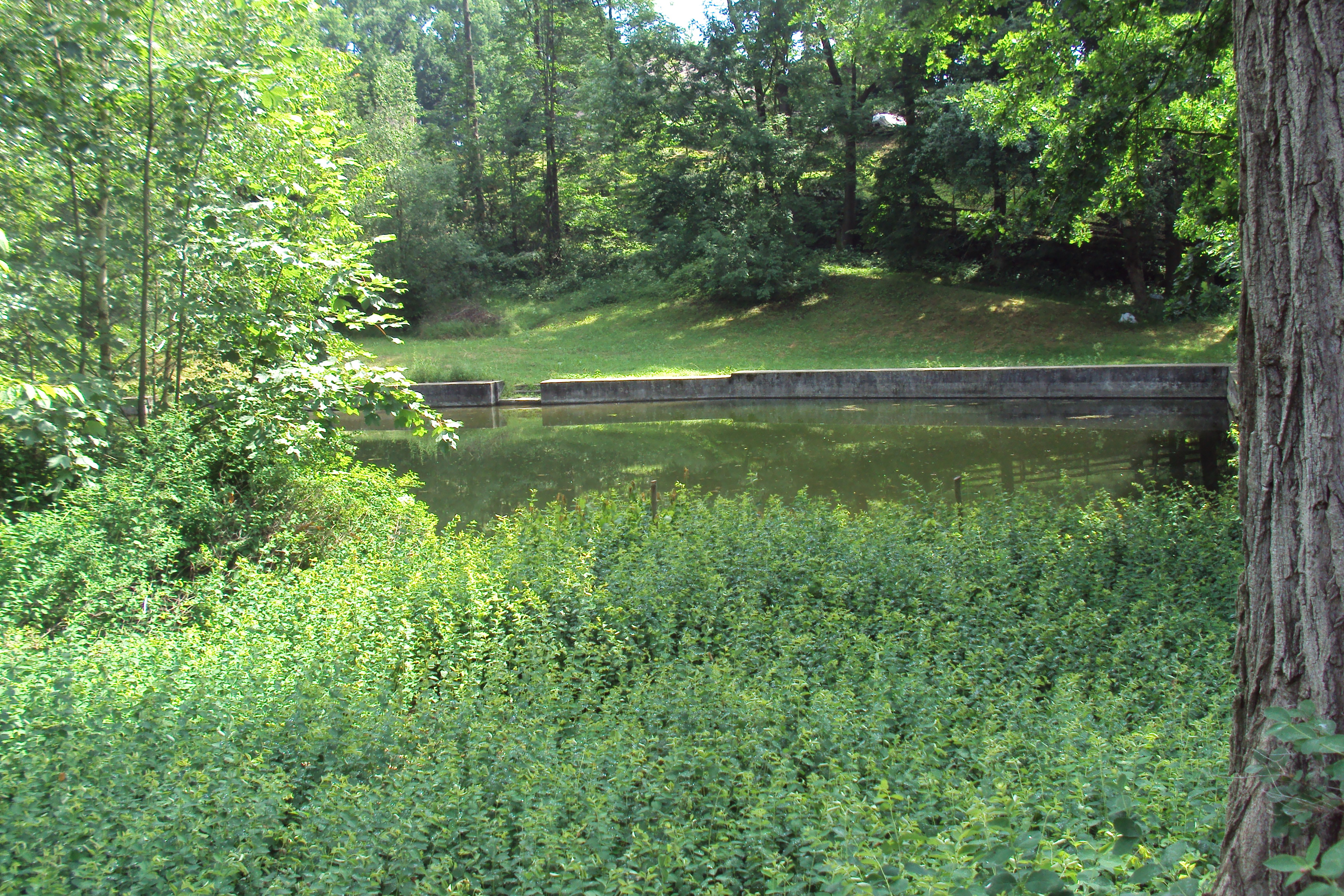
Slunečná, vodní nádrž z roku 1909, využívaná jako přírodní koupaliště napájené horským potokem

Turistická trasa začínala u Městského parku a starého židovského hřbitova v České Lípě, vedla kolem hostince na Střelnici, železničních zastávek „Česká Lípa městský sad” a „Střelnice” (lokálky do Kamenického Šenova), dále pak po Hornolibchavské silnici. Po levé straně bylo možno spatřit pískovcový obelisk z roku 1756 (vztyčený na památku nalezené monstrance). Vpravo směrem k železničnímu náspu odbočovala polní cesta, která se stáčela doleva k loukám nazývaným zur alten Schleifmühle, míjela po levé straně sochu svatého Jana Nepomuckého z roku 1712 (nyní v zahradě Vlastivědného muzea v České Lípě, 50.6855333N, 14.5342500E), před Manušicemi kapličku (50.7118667N, 14.5178833E) a kříž (50.7147333N, 14.5159333E). Nalevo se nacházely 4 rybníky. Po křižovatce s okresní silnicí do Skalice pokračovala trasa lesní cestou s výhledy na Skalický vrch (Langenauer Berg) s možností pozorovat manušické bouřkové kuličky. Ve Farním lese (Pfarrwald) se nacházel pramen zásobující českolipský vodovod. Asi po 40 minutách ostré chůze bylo možné dosáhnout Slunečné. Z dolní části obce pak vedla kolem vrchu Poustevny (Einsiedelberg) značená cesta do Volfartic (20 minut). Zásluhou botaniků a spolupracujících přírodovědců exkurzního klubu mohl být objeven a ochráněn výskyt šafránu bělokvětého na louce u fary.

##### Letovisko Slunečná
V roce 1906 konstituovaný spolek „Anpflanzungs- und Verschönerungsverein” pro výsadbu stromů a okrašlování obce založil a označil mnohé turisticky zajímavé stezky k místním vrcholům: Einsiedelberg (Poustevna), Kitzberg (Kozlí vrch), Wolfsberg (Obervald (dříve Vlčí hora, či Kameník), Tscheschkenstein (Češka). Obec Slunečnou propojil s osadou Emanuelsberg značenou lesní cestou. Z jeho popudu se stala Slunečná již na zač. 20. století vyhledávaným letoviskem (Sommerfrische). Snažil se vylepšovat ubytovací podmínky, udržoval pěšiny a stezky po obci a v jejím okolí. Na začátku dubna 1909 vyhlásil farskou louku za rezervaci (Alpenblumen-Reservation) a umístil u ní tabulku, která zakazovala vyrýpávání šafránových cibulek a vandalismus. Ke konci roku 1909 otevřel na silnici mezi Slunečnou a Kamenickým Šenovem 3,5 km dlouhou sáňkařskou dráhu.
Spolupracoval s okolními turistickými spolky jako například s místním odborem turistického spolku Naturfreunde ve Skalici a sekcí Alpského spolku v Boru (Deutscher und Österreichischer Alpenverein Haida, DuÖAV), který vydal v roce 1904 průvodce „Stadt Haida in Deutschböhmen und Umgebung” (Město Haida v německých Čechách a okolí). Rozvoji turismu napomohla obzvláště železniční dráha Česká Kamenice - Česká Lípa se stanicí v Horní Libchavě (1 km) a zastávka na České severní dráze (k. k. pr. böhmische Nordbahn) ve Skalici (3 km). Pro lepší komfort letních hostů se okrašlovací spolek zasadil o zřízení vlastního c. k. poštovního úřadu a telegrafu.

#### Obyvatelstvo a sociální složení
Při sčítání lidu v roce 1900 měla Slunečná s 104 stavení s 509 obyvateli německé národnosti, Emanuelsberg 15 stavení s 91 obyvateli německé národnosti. V roce 1913 uvedlo 438 obyvatel německou obcovací řeč a 3 českou. Hlavní obživu zdejším domkářům přinášelo sklářství. Kolem poloviny 19. století se okolní sklářské obchodní společnosti transformovaly na sklářské rafinerie, které zadávaly zakázky domácím dílnám (sklářů, malířů, kuličů, rytců či pasířů). Většina jich pracovala pro kompanie v Kamenickém Šenově a Boru (Haida). Po zřízení dílenské budovy kuličů skla sdružených v družstvu „Werkgenossenschaft der Glaskugler GmbH” stoupl počet stavení na 105. Skláři na Slunečné se specializovali na výrobu dutého skla (Hohlglas) a skleněných manžet k lustrům (Lichtmanschetten). Zemědělství a pastevectví se věnoval 1 sedlák a 13 chalupníků. Za zmínku stojí i ovocnářství, zejména pěstování třešní, jabloní a hrušní. Drobných řemeslníků a nádeníků (převážně dřevorubců) bylo pomálu.

- Rytci skla (Glasgraveur): Löhnert Franz, Rösler Heinrich
- Malíři skla (Glasmaler): Hackel Franz, Pittner Robert, Priske Franz
- Kuliči (Glaskugler): Bartscht Eduard, Bienert Eduard, Böhm Franz, Göttlich Emil, John Franz, Klimt Raimund, Liebsch Franz, Marschner Franz, Mehr Franz, Pilz Eduard, Mehr Heinrich, Fiedler Karl, Lauerman Heinrich, Bienert Wilhelm, Watzke Franz - od roku 1908 v dílně na čp. 105
- Pasíři (Gürtler): Klimt Franz, Pietsch Heinrich, Tschakert Josef
- Obchod s ovocem (Obsthandel): Scholze Robert
- Pekař (Bäcker): Müller Vinzenz
- Obchod s máslem (Butterhandel): Klimt Antonie, Bienert Marie, Becker Augusta
- Výroba ledu (Eiserzg.): Paul Franz
- Hostince (Gasthäuser): Böhm Reinhold (čp. 54), Böhm Anna (čp. 97), Marschner Richard, Milde Franz (čp. 36), Müller Vinzenz (čp. 65), Rösler Heinrich (čp. 102)[23]
- Obchodníci se smíšeným zbožím (Gemischtwarenhandel): Hirsch Ferdinand, Liebsch Franz, Reinisch Eduard
- Kramáři (Krämer): Hirsch Ferdinand, Rösler Heinrich (s trafikou)
- Krejčí (Schneider): Kunte Wenzel
- Švec (Schumacher): Bienert Wilhelm
- Truhlář (Tischler): Hölzel Franz[9]

#### Družstva
- Genossenschaft der vereinigten Holzarbeiter (Kistentischler) in Haida (konst. 1900); družstvo sdružovalo truhláře, tesaře, koláře, košíkáře, bednáře, sochaře z obcí: Haida, Arnsdorf, Blottendorf, Bürgstein, Johannesdorf, Kottowitz, Langenau, Pihl, Pihlerbaustellen, Rodowitz, Schaiba a Sonneberg
- Genossenschaft der Gast- und Schankwirte, Fleischer in Haida (konst. 1901); družstvo sdružovalo hostinské, výčepní, vinárníky, kavárníky, řezníky, uzenáře, výrobce ovocných vín a kořalky z obcí: Haida, Arnsdorf, Blottendorf, Bürgstein, Johannesdorf, Kottowitz, Langenau, Pihl, Pihlerbaustellen, Rodowitz, Schaiba a Sonneberg
- Werkgenossenschaft der Glaskugler Sonneberg und Umgebung GmbH s budovou sklářských dílen (Werkgenossenschaftsgebäude), družstvo založeno r. 1907[24]

#### Spolky
- k.u.k. Militär-Veteranen-Verein Langenau (Spolek c. k. vojenských vysloužilců Skalice), konstituovaný 1. října 1870 pod protektorem hrabětem Krakowským z Kolowrat, velkopřevorem Maltézského řádu pro obce: Langenau (Skalice), Sonneberg (Slunečná), Josefsdorf (Svobodná Ves), Schaiba (Okrouhlá) a Kottowitz (Chotovice).[25]
- Freiwillige Feuerwehr (Dobrovolní hasiči)
- Ortsgruppe des Fachverbandes der Arbeiter von der Glass- und Keramikbranche in Nordböhmen (místní skupina Profesního sdružení dělníků ze sklářského a keramického průmyslu v severních Čechách)
- St. Josefs-Kranken-Unterschtüzungs- und Beerdigungsverein (Spolek svatého Josefa na podporu nemocných a pohřební) se starobincem (Siechenhaus)
- Ortsgruppe des Bundes der Deutschen in Böhmen (Místní skupina Svazu Němců v Čechách)
- Landwirtschaftliches Kasino (Zemědělské kasino)
- Anpflanzungs- und Verschönerungsverein (Spolek pro výsadbu a okrašlování)
- Deutsche Jungmannschaft „Markomannen” (Německá mládež „Markomani”)
- Ortsgruppe des deutschvölkischen Arbeiterbundes für die Stadt und Gerichtsbezirk Haida (Místní skupina Svazu dělníků německého národa pro město a soudní okres Haida)[9]

### Československá republika
V pohraničních oblastech nevyvolalo vyhlášení nového státu žádné nadšení. Dne 29. října 1918 vyhlásili v Liberci němečtí poslanci Prozatímního národního shromáždění Německého Rakouska, zastupující oblast severních Čech, samostatnou provincii Deutschböhmen (Německé Čechy) a její příslušnost k Německému Rakousku. Demokraticky zvolená prozatímní vláda této provincie následně prohlásila území za součást Německého Rakouska. Československá vláda trvala na jednotě českých historických zemí a v listopadu – prosinci 1918 její vojska postupně obsadila pohraničí. Na základě smlouvy ze Saint-Germain, uzavřené dne 10. září 1919, se stal soudní okres Haida (Nový Bor) součástí nového Československa. V roce 1923 žilo v obci Slunečná a obci Emanuelsberg ve 110 staveních celkem 546 obyvatel.
Po odprodeji velkostatku Horní Libchava získal větší parcely na Slunečné Josef Vraný (též dvorce Ramš u Sosnové, Robeč a Nový dvůr o rozloze 626 hektarů, dvorec v Horní Libchavě a větší parcely ve Stružnici a Volfarticích, odkoupil dvory v Holanech a Nedamově). Následkem vymření české linie šlechtického rodu Kouniců po meči a zrušení fideikomisů v Československu obdržel revíry Slunečnou a Okřešice (925 ha) Alexander princ Hohenlohe-Waldenburg-Schillingsfürst (1879–1933), syn Marie princezny Hohenlohe-Kaunitz-Waldenburg-Schillingsfürst. Zároveň proběhla na obou velkostatcích pozemková reforma, v jejímž důsledku se část lesních parcel ocitla v držení státu. Obec Emanuelsberg připadla v roce 1925 k Práchni. V roce 1935 čítala Slunečná 95 stavení s 395 obyvateli, z toho 366 německé národnosti, 24 české a 5 příslušných k jinému státu. K římskokatolickému vyznání se při sčítání lidu přihlásilo 368 obyvatel, evangelíků bylo 7, 2 lidé se hlásili k jiné víře než římskokatolické, evangelické, československé-husitské či židovské, 18 obyvatel žilo bez víry.

#### Sklářský průmysl
Na začátku 20. let pracovali ve sklářských dílnách „Werkgenossenschaft der Glaskugler GmbH” na čp. 105 kuliči: Böhm Franz, Hoffmann Ferdinand, Hauptmann Emil, Lauermann Heinrich, Liebisch Franz, Mehr Emil, Mehr Heinrich, Marschner Heinrich, Marschner Richard, Rösler Albin, Rösler Heinrich, Rösler Hugo, dva kuliči v domácí dílně: Marschner Franz (čp. 48) a Mehr Franz (čp. 97). Domácí rytí skla provozovali: Göttlich Sylvester (čp. 100), Lehnert Franz (čp. 95) a Werner Stefan (čp. 62). Pasířstvím se živili: Klimt Franz (čp. 91) a Pietsch Heinrich (čp. 17). V důsledku neproporční účasti německých oblastí na státních zakázkách se sklářská oblast Haida (Bor) - Kamenický Šenov (závislá z 95% na exportu) začala ve 30. letech potýkat s velkou nezaměstnaností.
Dne 24. září 1932 se shromáždilo v Kamenickém Šenově na 400 starostů německých obcí, kteří požadovali vládní kroky pro zlepšení životních podmínek nezaměstnaných sklářů, jejichž týdenní podpora činila 10 korun pro svobodné a 20 korun pro ženaté. Od roku 1933 se již tato sklářská oblast nacházela ve stavu nouze (Notstandsgebiet). Vládní kroky k plnění závazků z 18. února 1937 byly velmi umírněné a svázány s mnoha byrokratickými postupy. V lednu 1938 nezaměstnanost sklářů opět stoupla. Německá strana proto požadovala: navýšení státních prostředků na vyživovací akci (Ernährungsaktion), na týden 2 potravinové lístky pro dospělé a 1 pro děti, zařazení dětí z nezaměstnaných rodin do mléčné akce (Milchaktion), státní zimní podporu (Winterhilfe) pro všechny nezaměstnané, urychlení uhelné akce (Kohlenaktion), nezaměstnané invalidy zahrnout do chlebové akce (Brottaktion) a především oživení a podporu exportu severočeského sklářského průmyslu.

#### Cestovní ruch
Turistické trasy ve státních lesích převzal v nové republice českolipský odbor Lužickojizerské župy KČST, který je propojil s trasami ve vnitrozemí a opatřil jednotným značením s českoněmeckými tabulkami. Celá řada místních obyvatel nabízela ve svých domech letní byty a v hájovně si mohli návštěvníci najmout průvodce k výšlapu na některý z vrcholů nad obcí. Hostinský Heinrich Rösler přistavěl taneční sál, ve kterém pořádal každou neděli taneční zábavu a Hauptmann Johann provozoval kolotoč. Hostinský Milde Franz prodával med.
 Sáňkování a lyžování, jejímiž průkopníky se stali němečtí alpinisté Jizerskolužické sekce spolku „Deutscher und Österreichischer Alpenverein”, se po roce 1926 rozmohlo i u českých nadšenců „Lyžařského odboru Sokola v České Lípě”.
Milovníci sportu sáňkařského vyhledávají v zimě s oblibou vrch Sonneberg na sev. záp. od města Čes. Lípy, kde sjíždí se po sáňkové dráze 1 hod. dlouhé. Sem putují celé výpravy mládeže a sníh tu leží, i když v údolí již bývá kopno.
Bezděz, časopis 1930
Německá turistická klientela nadále převažovala a díky vyhlášce ministra vnitra č. 66/1928 Sb. ze dne 27. dubna 1928 o úlevách v pohraničním styku s Německem napomohla rozvoji cestovního ruchu také na Slunečné. Vzrůstající automobilová turistika si vyžádala nové příručky, které upozorňovaly na zajímavé silniční trasy, možnost tankování, autobusová spojení, služby a výlety pro letní hosty. V roce 1931 vyšly o Slunečné dva průvodci: od Emila Ullricha (ředitele školy na Slunečné) průvodce letovisky „Sommerfrische Sonneberg bei Haida-Nordböhmen”, nakladatelstvím Hohenstadt pod časopisem pro turistiku, sport a cestovní ruch „Deutsches Bergland”. Fritz Hohenstadt vydal v edici „Bergland-Verkehrsbücher” sešitové vydání o 4 stranách č. 126 „Sommerfrische Sonneberg bei Haida”.
- Obchod se smíšeným zbožím: Liebsch Franz čp. 23, Reinisch Eduard čp. 18, Müller Marie čp. 65 (s pekárnou)
- Obchod s máslem: Albert Antonie čp. 42, Klimt Emilie čp. 10
- Obchod s ovocem: Böhm Reinhold čp. 54
- Obchod s mlékem: Mai Marie čp. 3, Fuchs Emilie čp. 19, Müller Emilie čp. 86, Pietsch Heinrich čp. 34;
- Řezník: Krause Ferdinand čp. 46
- Hostince: Böhm Anna čp. 97, Böhm Reinhold čp. 54, Milde Anna čp. 36, Müller Emil čp. 65, Rösler Heinrich čp. 102
- Trafiky: Müller Emil čp. 65, Rösler Heinrich čp. 102 (V roce 1937 přidělilo okresní finanční ředitelství v Litoměřicích trafiku po Heinrichu Röslerovi (čp. 102) legionáři z Československé obce legionářské.)[44], Liebsch Franz čp. 23
- Krejčí: Fiedler Johann čp. 22, Kunte Wenzel čp. 94
- Švec: Bienert Wilhelm čp. 17
- Truhlář: Göttlich Franz čp. 31[27]

Vzhledem k tomu, že hlavní klientelu tvořili říšští Němci, začaly se po roce 1933 promítat do oblasti cestovního ruchu vznikající politické rozpory mezi Československem a Německem. Od dubna 1933 bylo znovu zavedeno výjezdní vízum, jehož udělení bylo spojeno se zdlouhavou procedurou a bez něhož nemohl německý občan vycestovat. Situace hostinských se rapidně zhoršovala. Dne 29. května 1934 se v Boru konala výroční a župní schůze Svazu německých hostinských družstev severních a severovýchodních Čech. Ze zasedání vzešla směrem k čsl. vládě rezoluce, která požadovala: reformu obchodního zákoníku, novelizaci zákona o živnostenském oprávnění, omezení vydávání nových koncesí, regulaci soukromých vyvařoven za úplatu, úpravu podmínek pro přechodné ubytování zahraničních turistů v soukromí, zavedení koncese pro maloobchodní prodej lahvového piva (na stejných principech jako u hostinské koncese) a přirozeně opětovné zavedení bezvízového malého pohraničního styku. Na výroční schůzi bylo také uděleno hostinským Heinrichovi Röslerovi a Heinrichovi Böhmovi ze Slunečné čestné uznání za ukázkové padesátileté vedení jejich podniků.
Poslední předválečné volby vyhlásila okresní správa v České Lípě v obci Slunečná na neděli 6. prosince 1936. Starostou obce byl znovu zvolen Emil Müller, kandidát společné kandidátky Sudetoněmecké strany (SdP) a Německého svazu zemědělců (BdL), místostarostou Stefan Werner, kandidát Německých sociálních demokratů (DSAP), obecními radními: Emil Rösler (SdP.-BdL.), Otto Klimt (DSAP). Po Mnichovské dohodě se stala Slunečná součástí Německé říše v okresu Česká Lípa (Landkreis Böhmisch-Leipa) s úředním soudem v Boru (Amtsgericht Haida).

### Třetí republika a Československá socialistická republika
Po odsunu německého obyvatelstva byl v obci založen MNV, který koordinoval osídlování a národní správu konfiskovaného německého majetku, probíhající v první fázi výhradně z Mladoboleslavska. Na Slunečné pak působil aktiv občanů pod názvem Občanský výbor, pomocný orgán MěstNV v Novém Boru a jeho rady. V roce 1946 bylo stavení sklářského družstva čp. 105 přiděleno k bydlení kovářovi a rolníkovi Ladislavu Kuchaříkovi z Vestce, se kterým přišla paní Božena Kulichová.. Později bylo toto stavení s částí pozemků připojeno ke Svobodné Vsi s čp. 30 (nyní Skalice u České Lípy 555). Sklářství se na Slunečné nepodařilo obnovit, o obnovu nebyl zájem. Po únorovém komunistickém puči bylo v obci v roce 1949 založeno Jednotné zemědělské družstvo Slunečná, které fungovalo samostatně až do roku 1961, kdy bylo sloučené s JZD Skalice (s předsedou Františkem Drbohlavem), následně pak se všemi okolními JZD pod Státním statkem Cvikov. JZD postavilo kravín (nyní budova Severočeské vodárenské společnosti a.s., provozovatele vodovodu) a drůbežárnu., jejímž jednatelem je Ing.David Hroch (před rokem 1990 zaměstnanec Státního statku Skalice u předsedy Františka Drbohlava, v počátku 21. století starosta obce Slunečná.) V poválečném období péči o jalovice v kravíně a jejich pastvu na loukách Slunečné prováděl pro JZD pastýř Josef Mansfeld s pomocí pasteveckých psů. V roce 1957 probíhala celostátní akce „Dosídlujeme okresy”, v níž byla jmenována i obec Slunečná. Základní devítiletá škola byla zrušena v roce 1959. V roce 1960 se opravovala silnice Slunečná - Skalice, Skalice - Nový Bor a Slunečná - Kamenický Šenov. V roce 1982 zde žilo méně než 70 obyvatel. Většina stavení sloužila k rekreačním účelům. Po roce 1989 došlo na základě zákona o půdě a zákona o obcích, ke změnám v majetkových právech, vracení některých pozemků potomkům občanů, jimž byly odňaty po roce 1948 zemědělské příděly, a k převodům státního majetku do vlastnictví obce Slunečná. Díky samosprávě si obec mohla zachovat a zachovala nízké daně z nemovitostí.

#### Likvidace hostinských a ubytovacích živností
Znárodňovací zákon č. 124/1948 Sb., o znárodnění některých hostinských a výčepnických podniků a ubytovacích zařízení, se sice dotýkal podniků s více než 49 zaměstnanci, ale komunisté si našli cestu k likvidaci i malých a středních provozoven. Většina přešla do socialistického sektoru tzv. dobrovolně a jejich podniky s aktivy přebral národní výbor. Časté byly praktiky, kdy byli živnostníci obviněni z hospodářských deliktů a jejich majetek pak konfiskován. Živnostenské kompetence komunisté přesunuli na Okresní národní výbory. Ke konečné likvidaci živností došlo v roce 1966 Zákoníkem práce č. 65/1965 Sb. Socializací cestovního ruchu zanikl také Sokol, Autoklub RČS, Klub českých turistů. V obci zůstal konzum- jedna prodejna s potravinami a drogerií, kde byla zaměstnána paní Kučerová, v níž byl také v létě prováděn výkup třešní a rybízu od místních pěstitelů.

#### Chalupaření
Počátek chalupaření má své kořeny v nabývání majetku po odsunutých Němcích a později po násilně vystěhovávaných rodinách „kulaků“. Po německém obyvatelstvu a po zemědělských přídělech zůstalo ve vsi značné množství prázdných objektů, které MNV nabízel za směšně nízké částky k rekreačním účelům. Tak získali nemovitosti např. rodiče Vlastimila Brodského (herce) a rodiče Jiřího Balvína (bývalého ředitele ČT). Chalupářský boom na Slunečné nastal po uzákonění pětidenního pracovního týdnu v roce 1968.  Drobní rolníci vymírali, Rostlinné hospodaření JZD upadalo. Spousta chalup zchátrala, musela být zdemolována. Další rozvoj chalupaření a zahradničení nastal po roce 1991. Díky tomuto chalupářskému fenoménu, který z části před rokem 1990 nahrazoval silně regulované cestování do zahraničí, se podařilo zachránit částečně místní roubenou architekturu.

## Současnost
Administrativně náleží Slunečná do Libereckého kraje, okresu Česká Lípa a pod správu obce s rozšířenou působností Nový Bor. Při sčítání lidu v roce 2021 obec evidovala 144 obyvatel. Obec nemá základní školu ani mateřskou školu. Školní zařízení navštěvují žáci většinou v České Lípě. Obecní úřad sídlí v budově bývalé školy čp. 104, kde se nachází též obecní knihovna a tři byty.

### Technická infrastruktura
Současným majitelem a provozovatelem vodovodu jsou „Severočeské vodovody a kanalizace, a.s.”, které plánují v roce 2018 rekonstrukci jeho nevyhovujícího stavu. V obci není vybudována kanalizace ani čistírna odpadních vod (ČOV). Zásobování elektrickou energií je prováděno napojením na kmenovou linku vyvedenou z transformátoru Česká Lípy – Dubice. Provozovatelem elektrické sítě je ČEZ Distribuce a.s. Obec není plynofikována. Území je napojeno na telefonní obvod Liberec (TO 48) a provozovatelem telefonní sítě je Telefonica O2 Czech Republic, a.s. Odstraňování odpadů zajišťuje firma „AVE CZ odpadové hospodářství s.r.o.”

### Zemědělství a lesy
Zemědělská půda bez provedených meliorací sestává hlavně z travnatých porostů a tvoří 12,2 % z rozlohy obce (75 ha), přičemž orná půda zabírá jen 1 ha. Většinu nezemědělské půdy představují lesy, rozprostírající se na 87,8 % rozlohy obce, kde převažuje lesní hospodářství. Komplexní pozemkové úpravy nebyly v obci dosud zahájeny.
- Farma Slunečná, v.o.s., chov masného skotu plemene Limousine, ovcí a koní, agroturistika, FVE elektrárna (0.006 MW)[62][63]
- Honitba Slunečná (755 ha) je od roku 2013 Lesní správou Česká Lípa pronajata Mysliveckému spolku Okrouhlá se sídlem ve Skalici u České Lípy.[64] Za účelem lovu a odchytu divokých zvířat a souvisejících činností bylo v roce 1993 založeno Honební společenstvo Skalice.[65]
- Myslivecké sdružení Avia Slunečná má od roku 2013 v pronájmu Honitbu Nový Oldřichov (1 294 ha).[66]

### Spolky
- SH ČMS – Sbor dobrovolných hasičů Slunečná[67]
- Myslivecký spolek Avia Slunečná[68]
- Okrašlovací spolek Slunečná[69]

### Cestovní ruch a turistika
Slunečná leží v turistické oblasti Českolipska a Jizerských hor. Atraktivita obce souvisí s jejím geografickým umístěním v II. a IV. zóně CHKO České středohoří. Návštěvníci mohou využít modrou turistickou trasu a 2 cyklotrasy (č. 211 Ráj – Kytlice – Rožany, hraniční přechod a č. 3062 Svitava – Slunečná). Turistům však obec nabízí jen základní občanskou vybavenost (ubytování a stravování). Kapacita hromadných ubytovacích zařízení se v obci pohybuje okolo 30 lůžek. Obcí prochází silnice III. třídy č. 26211 Kamenický Šenov – Slunečná – Horní Libchava a silnice III. třídy č. 26212 Skalice u České Lípy – Slunečná. Navrhované jsou přeložky silnic I/9 a I/13 a jejich křížení v prostoru Manušice, Skalice u České Lípy, Horní Libchava. Ve Skalici se nachází železniční zastávka na trati Bakov nad Jizerou – Jedlová (4 km). Autobusová doprava je provozována firmou ČSAD Česká Lípa, a.s. na lince č. 500457 Nový Bor – Slunečná (zastávky Slunečná, otočka; Slunečná, u školy; Slunečná, u křížku; Slunečná, koupaliště).

## Obyvatelstvo
| Rok            | 1869 | 1880 | 1890 | 1900 | 1910 | 1921 | 1930 | 1950 | 1961 | 1970 | 1980 | 1991 | 2001 | 2011 | 2021 |
| -------------- | ---- | ---- | ---- | ---- | ---- | ---- | ---- | ---- | ---- | ---- | ---- | ---- | ---- | ---- | ---- |
| Počet obyvatel | 594  | 584  | 509  | 494  | 442  | 369  | 395  | 226  | 146  | 119  | 91   | 48   | 60   | 121  | 144  |
| Počet domů     | 96   | 103  | 104  | 104  | 93   | 92   | 96   | 82   | 47   | 33   | 25   | 63   | 65   | 71   | 90   |

## Obecní správa
Mezi lety 1869–1980 Slunečná byla obcí v okrese Česká Lípa (1869–1930), poté v okrese Nový Bor (1950) a později opět v okrese Česká Lípa. Od 1. ledna 1981 do 31. prosince 1991 patřila jako část města k Novému Boru a od 1. ledna 1992 je opět samostatnou obcí.

### Obecní symboly
Znak a vlajka byly obci uděleny rozhodnutím předsedy Poslanecké sněmovny Parlamentu České republiky dne 14. prosince 2018.

## Pamětihodnosti
V obci se nachází celá řada objektů, které sice nepodléhají památkové ochraně, ale mají místní historickou a kulturní hodnotu. Okolí obce nabízí významné krajinné prvky a lokální biocentra („Pod Neradem”, „Poustevna”, pravostranný přítok Šporky, lesní komplex od Slunečného vršku na Kozlí a v jihozápadní části obce), které esteticky dotváří typický vzhled Slunečné. Ve středu obce se nalézá obora s lesní zvěří (mezi čp. 94 a čp. 47, 50.7437572N, 14.4891717E).
- Kostel Nanebevzetí Panny Marie
- Nemovitá kulturní památka venkovský dům čp. 12, rodný dům Josefa Jirschika
- Nemovitá kulturní památka venkovská usedlost čp. 51
- Pomník Josefu Jirschikovi, u silnice nad kostelem, vedle jeho rodného domu
- Pomník padlým v 1. světové válce, mezi domy čp. 110 a čp. 68
- Budova bývalé školy z roku 1889, nyní obecní úřad
- Kříž u odbočky do Svobodné Vsi, stával u bývalé polní cesty, vedoucí ze hřbitova do vsi, opraven červen-listopad 2003[75]
- Památná lípa malolistá vedle polní cesty od hřbitova (chráněná od roku 1993), katastrální území Horní Libchava[76]
- Přírodní památka Farská louka (0,2176 ha) s šafránem bělokvětým

## Významné osobnosti
- Johann Georg Jirschik, obchodník, donátor kostela na Slunečné.
- Josef Jirschik (1815–1884), obchodník, synovec J. G. Jirschika, donátor školy a mecenáš obce Slunečné[77]
- Gustav Pollak (1870–?), učitel v Žandově, venkovský básník a skladatel
- Josef Richter (1860–1931), regionální historik a učitel; působil v obci v letech 1900–1921 jako nadučitel
- Ota Netrval (1917–2000), československý diplomat, chalupařil zde a vedl obecní kroniku[78]
- Miroslav Zapadlo (1924–1988), politik, vlastnil zde hájovnu
- Vlastimil Brodský (1920–2002), herec, chalupařil zde, zemřel zde a je zde pochován
- Jiří Balvín (* 1953), politik a manažer; chalupaří v obci[79]